# طليعية

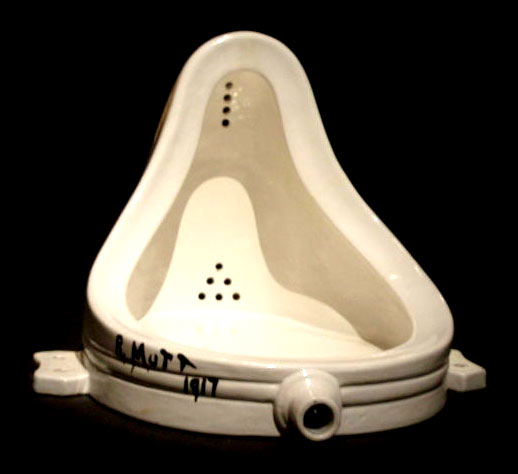
نافورة، مارسيل دوشامب. المتحف الوطني للفن الحديث

الطليعية (من الطليعة) أو الطلائعية أو الريادية (بالفرنسية: avant-garde)‏ هي مصطلح أدبي يشير إلى الأشخاص أو الأعمال التجريبية أو المجدِّدة، وعلى وجه التحديد فيما يتعلق بالفن والثقافة والسياسة والفلسفة والأدب. تطورت في القرن العشرين ولكنها مستمدة من اتجاهات سياسية ثقافية للقرن التاسع عشر، وتصف مجموعة من الفنانين الذين تجمعهم وثيقة واضحة موقعة منهم انفسهم.
تمثّل الطلائعية الخروج عن حدود المعيار الاجتماعي أو الوضع الراهن، وخاصّة فيما يتعلّق بالوسط الثقافي. ويرتبط ظهور لفظة الطلائعية بالنّسبة للبعض مع خصائص الحداثة، بعكس مرحلة ما بعد الحداثة. اصطف العديد من الفنانين مع الحركة الطلائعية وما زالوا راسمين بذلك مخططا تاريخيا لتطورها بدءاً من الدادائية مروراً بالأممية الموقفية ووصولاً إلى فناني ما بعد الحداثة مثل شعراء اللغة وذلك قرابة عام 1981.
ويشير المصطلح أيضاً إلى تعزيز الإصلاحات الاجتماعية الجذريّة، وعُرف هذا المعنى من خلال مقالة لـسان سايمون عنوانها («الفنان والعالم والصناعيّ»، 1825) والتي توثق لأول استخدام لمصطلح الطلائعية بمعناها المألوف الآن، وفيها يدعو الفنانين ليخدموا كطلائع (الجيش)، مشدداً على أنّ قوة الفنون تكمن بسرعة وفورية ظهورها وتعبيرها بهدف الإصلاح الاجتماعي والسّياسي والاقتصادي.

## مقدمة
تتكون الطلائعيّة ببساطة من العديد من الحركات المختلفة، ومن خلال طروحات مختلفة تتطرق للتجديد في الفن ولدوره الاجتماعي مقدمةً أشكالاً فنية لازمة لتحطيم أو تشويه أكثر الأنظمة المعروفة في التّعبير الفنيّ سواء في المسرح أو الرسم أو الأدب أو السينما أو العمارة أو الموسيقى أو غيرها.
يميز بعض الكتّاب، مثل بيتر بورخير (صاحب نظرية الطلائعية)، بين الطّلائعيين الحقيقيين وبين تلك الحركات الأدبية التي تصدت لمؤسسة الفن وأبعادها السّياسيّة في المجتمع، فركّزوا ابتكاراتهم في البحث عن وظائف العمل الفني الجديدة وعلاقاتها مع السّلطة.
ظهرت هذه الحركات الفنيّة المجدّّدة، وهي بشكل عام دوغماتية ومتشددة بعقيدتها، في أوروبا في أوائل القرن العشرين، وامتدّت إلى قارات أخرى وبصورة رئيسيّة إلى أمريكا حيث دخلت في مواجهة مع الحداثة.
تتمركز السّمة الأساسيّة في الطلائعية في حرية التعبير، والتي تتجلّى في تغيير بنية الأعمال والخوض في مواضيع محرمة والإخلال بالمعايير الإبداعيّة، وظهر في الشعر من خلال تحطيم المعايير العروضية والأنواع الشعرية المعروفة. وفي العِمارة؛ يتم تجاهل التّماثل والتّناسق لإفساح الطّريق لعدم التّماثل. أما في الرّسم؛ فمن خلال تحطيمها للخطوط والأشكال والألوان الحياديّة والمنظور.

## السّياق التاريخي والاجتماعي

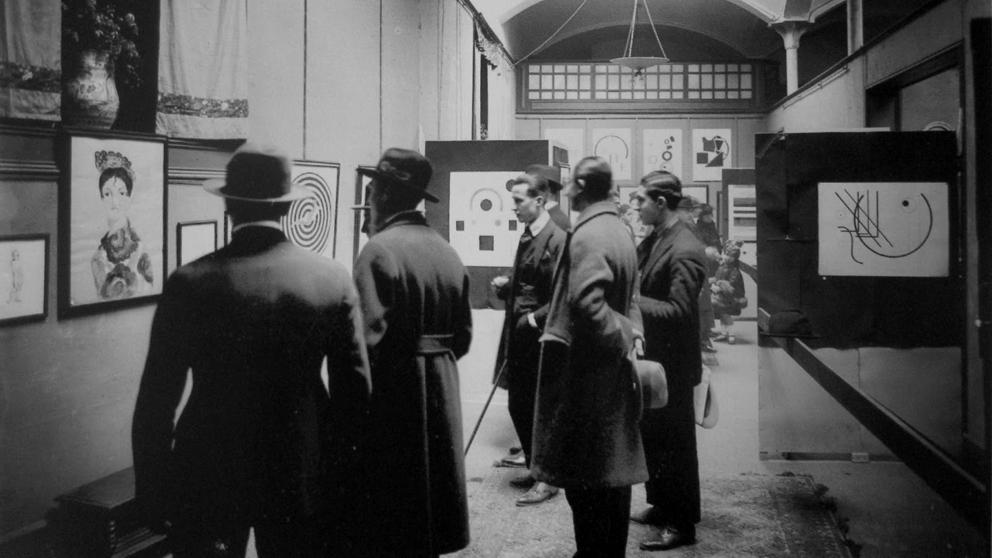
معرض فني لفرانسيس بيكابيا (المدرسة التكعيبية، الدادائية، والسريالية) في برشلونة 1922

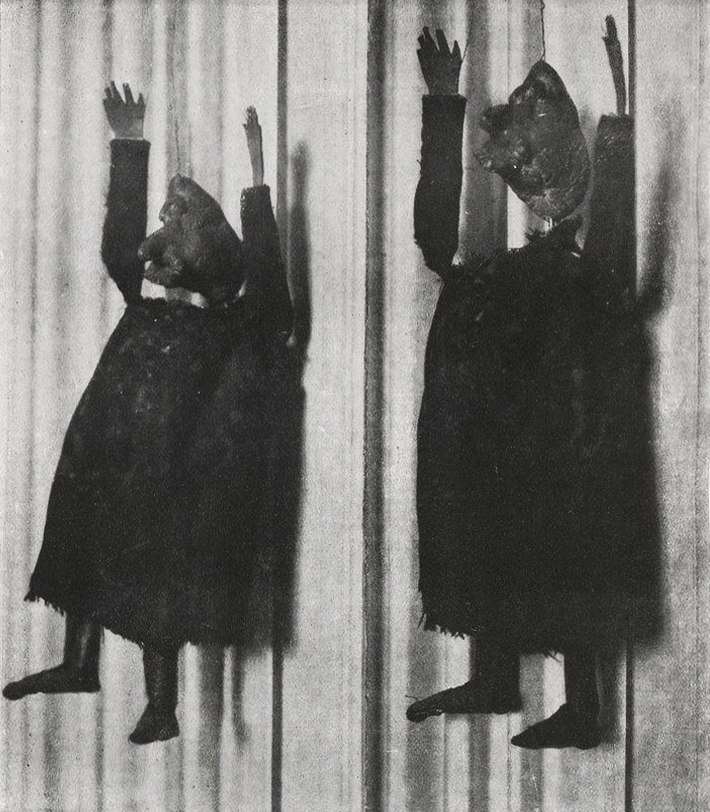
من عرض لمسرحية "الملك أوبو" لألفريد جاري في 1896

من وجهة نظر التاريخ، تميّز الثّلث الأول من القرن العشرين بوجود توترات كبيرة ومواجهات بين القوى الأوروبية. في الوقت نفسه؛ عززت الحرب العالمية الأولى (1914م-1918م) والثورة البلشفية (في أكتوبر عام 1917م) الآمال في وجود نظام اقتصادي مختلف عن البروليتاريا.
بعد عقد 1920م، وهي فترة التنميّة والازدهار الاقتصادي، والتي عرِفت باسم السنوات المجنونة أو بالعشرينيات الذهبيّة؛ وصولاً إلى الانهيار الكبير لسوق الأسهم في وول ستريت عام 1929م والذي يعود لزمن الكساد والصّراعات إلى جانب الظروف الصّعبة المفروضة على المهزومين في الحرب العالمية الأولى والذين أدّوا إلى وجود الأنظمة الشمولية (الفاشية والنازية)، والتي كان من شأنها أن تؤدي إلى اندلاع الحرب العالمية الثانية.
من وجهة نظر الثّقافيّة، فإن هذا العصر سيطرت عليه العديد من التّغيرات والتّقدّم العلمي والتّكنولوجي (ظهور السيارة، الطائرة، الصناعة السينمائية، الحاكي الفوتوغرافي). كانت القيمة الرئيسيّة للعصر تتجسّد في الحداثة (استبدال القديم وغير الصّالح بالحديث والأصلي تكنولوجياً).
مِن جانبها، فإنّ السّاحة الأدبية احتاجت إلى تجديد عميق، ومن نطاق هذه الرّغبة لإصلاح ما هو قديم ومحاربة الإحساسية التي مجّدت العقل الباطن بالعقلانيّة، الحريّة، العاطفة، الفرديّة، ممّا سيولّد طلائع أخرى في بداية القرن العشرين.
عاشت أوروبا لحظة مشاركة فناني الطلائع بالأزمة بشكل عميق. هذه الأزمة التي أطلقت الحرب العالمية الأولى، ومن ثم ظهور حدود للنظام الرأسمالي. وأشار أرنولد هاوسر على أنه وحتى عام 1914م كان الإشتراكيون هم المتحدثون الوحيدون عن انهيار الرأسمالية، إلا أنه هنالك إقطاعات أخرى أيضاً كانت قد وصلت من قبل إلى الحدود كنموذج للحياة التي وفّرت المال والمنتجات وقيم التغيير لمواجهة الفرد.
نتيجة لهذا، كان كل من التّفكير السّطحي، الفقر والالتباس الفنيّ يشكل عائقاً أمام أولئك الذين ثاروا عام 1905م، مثل: بابلو بيكاسو وجورج براك مع معارضهم التكعيبيين، والمستقبلية في عام 1909 والتي تميزت بتقدم الحداثة العلميّة والتكنولوجيّة والتي أطلقت أول عمل لها ليراهن على المستقبل ويرفض كل ما هو قديم.
وهكذا بدأت الخطوات الأولى للطلائعية، بالرغم من أن لحظة الانفجار الحاسمة توافقت زمنياً مع الحرب العالمية الأولى ومع الوعي بالتضحية بكل شيء يحمل معنى مُنافٍ للعقل، كما توافقت مع الوعود التي تبشر بحياة مختلفة مشجعةً الانتصار على الثورة الروسية في روسيا.
في عام 1916م، وفي مدينة زيورخ الروسيّة (التي اتّخذت موقفاً محايداً خلال الحرب)، قرّر هوغو بال، الشاعر الألمانيّ، أن يأسس كباريه فولتير. هذا العمل كان أساس الدادائية، وانفجار العدمية، حيث اقترحوا فيه الرّفض التّام، مِن أقوال لويس أراغون، الشاعر الفرنسي:
نظام ال DD سوف يحرركم، سيكسر كل شيء. أنتم أسياد كل شيء تكسرونه. القوانين، الأخلاق، الجماليات التي تم عملها احتراماً لتلك الأشياء الهشة. وما هو هش من المقدّر أن يُكسر. حاولوا بكامل قواكم ولو لمرّة واحدة: يتحدّاكم حتى لا تستمرّوا بعد. الذي لن تكسروه سوف يكسركم، سيكون سيدكم.
هذه الرغبة في تدمير كل ما تم إنشاؤه قاد الدادئيين ليصبحو مترابطين، وأن يرفضو أنفسهم: أن يدمرو أنفسهم من تلقاء أنفسهم.
يعتقد بعض من أنصار الدادائية، بقيادة أندريه برتون، أن الظروف طالبت ليس فقط باللا سلطة والتّدمير، إنما اقترحت ذلك أيضا، ولهذا تم إبعادهم عن الأثر (وهكذا وضعت نقطة النهاية للحركة الدادائية) وبدأوا المغامرة السريالية (الفواقعية أو فوق الواقع).
كان عُنف الدادائية الخطوة الأولى التي لا غنى عنها، ولكنها وصلت حدودها. حيث انضم بريتون مع السرياليون في حِكمة آرثر رامبو (والذي كان جنباً إلى جنب مع شارل بودلير، لوتريامون، ألفريد جاري، فينسنت فان غوخ وغيرهم من فناني القرن التاسع عشر، المعترف به من قبل السرياليين باعتباره واحد من آبائهم): «يجب تغيير الحياة» وانضم أيضاً إلى حِكمة كارل ماركس: «يجب تغيير العالم».
وهكذا نشأت السريالية لخدمة الثّورة التي سعت لاستعادة المجتمع البشري الذي اختفى قيوده وقمعه: جوهره النّقي جداً والأنا الأساسية والأصليّة، من خلال استرجاع العقل الباطن والأحلام (وذلك في أيام سيغموند فرويد وأصول التحليل النفسي) لتمهيد طريق الحرية للأهواء والرّغبات في الكتابة الأتوماتيكية (والتي طرحت فيما بعد كتقنية)، والفكاهة السوداء، كما حاول السرياليون التوجه نحو مجتمع جديد حيث يصبح فيه الفرد قادراً على العيش في القمة (أدب المدينة الفاضلة السريالية)، وفي هذه الممارسة الكاملة للحرية التي عنيت بها السريالية والتي تضم ثلاثة كلمات في معنى واحد: الحب، الشعر، والحرية.

## الخصائص الأساسية
واحد مِن الخصائص الظاهرة للطلائع هو الموقف الإستفزازي. حيث نشروا بياناتهم فيه ليهاجموا كل ما تمّ إنتاجه مسبقاً وينبذوه لانتهاء صلاحيته، ولكنهم في نفس الوقت قاموا بالمطالبة بكل ما هو أصليّ وممتع ويتحدى النماذج والقيم الموجودة حتى الآن.
تنبثق المذاهب المختلفة (مثل: المستقبلية، الدادائية، التكعيبية، البنائية، الماورائية، السريالية (الفواقعية)، التفوقية، الفن التجريدي) ومختلف التّيارات الطلائعية مع الأسس الجمالية المختلفة بالرّغم من القواسم المشتركة مثل:
- محاربة التقاليد من أجل ممارسة الحريات الشّخصية والابتكار.
- جرأة وحرية الشّكل.
- الطبيعية التجريبية وسرعة تعاقب الاقتراحات واحدة تلوة الأخرى.

يظهر في اللوحة هروب الفن التشخيصي لصالح الفن التجريدي وغياب التجسيد. الذي يعبّر عن العدوانية والعنف وانتهاك الأشكال واستخدام الألوان الحادّة، كما ظهرت رسومات هندسية ورؤية تتوافق مع العديد من الأشكال في الموضوع.
في الأدب وتحديداً في الشّعر، فإن النّص يتحقق من خلال التّزامن والازدواجية في الصّور.تُحذف فيه المقاطع الشعرية وعلامات التّرقيم والقافية للأبيات تماماً كما في علم النحو، بالتّعاقب الكامل للبناء التّقليدي للمؤلفات، (مثل: رواية الفينيجانس ويك أو نهاية عوليس لجيمس جويس).
ظهرت الكاليغراما (أسلوب يتم من خلاله استخدام كلمات القصيدة من أجل رسم شكل هندسيّ يمثّل موضوع القصيدة) أو القصيدة المكتوبة في أسلوب يشكّل من خلاله الصّور، بهدف إنهاء التّعاقب السّام للعمل المكتوب أو المقروء.
- إنّ الطلائعي سواء كان شاعراً أو فناناً أو معماري لم يكن متّفق عليه، ولم يسعفه الماضي. لذا عليه البحث عن فن يستجيب لهذه الحداثة الداخلية التي كان يعيشها الفرد. داعماً الحداثة الأصلية التي يحملها بداخله.
- عليهم التّخلي عن المواضيع القديمة، التي تفتقر للمعنى ولا تجيب على أسئلة الفرد الجديد.
- في بعض الحركات كان هناك ميول لعمل فن تشكيلي لتلوين الكلمات.
- في الشعر، يتم التلاعب باستمرار في الرمز.
- القواعد التقليديّة في نظم الشِّعر تحتاج إلى حريّة أكبر للتعبير بشكل ملائم عن عالمها الداخليّ.
- ردة الفعل ضد الحداثة وضد المقلدين لأساتذة هذا التّيار، حيث أنّ الوعي الاجتماعي قادهم لاتخاذ مواقف لمواجهة الفرد ومصيره.
- مواضيع جديدة، لغة شعريّة، ثورة رسميّة، اختفاء الطُرفة، وطرح مواضيع مثل معدومي الوطنيّة.
- وجهة نظر الراوي بدأت بالتّعدد.
- الارتباط الوثيق بين البيئة وأذواق الشّخصيات.
- بِدء التعمق في العالم الداخلي للشّخصيات متمثلاً عن طريق حالاتهم الأكثر خفاءً في الروح.
- لم يكن الوقت الزّمنيّ يحمل أهمية، ما عدا الوقت الرّوحي، الذي بدأ بأخذ الجانب التقديمي بعين الاعتبار «بدأ بإيجاد اقتراحات حتى يكمل القارئ القراءة»، حيث بدأ المؤلف بطلب وجود قارئ متيقظ ومسلّح بالبديهة وقادر على تحليل الأحداث المسرودة في أجزاء الرواية في عصرنا هذا.

## الطلائعية وتعبيراتها

### التعبيرية
كانت التعبيرية عبارة عن تيار تصويريّ، ظهرت كحركة في أوائل القرن العشرين بين عام 1905 و1925 في ألمانيا وغيرها من بلدان أوروبا الوسطى كالإمبراطورية الألمانية والإمبراطورية النمساوية المجرية، المرتبطة بالمدرسة الوحشية الفرنسيّة كفن عاطفيّ تعبيريّ، والذي يعارض تماماً الانطباعية. وفي مطلع عام 1910 التصقت التعبيرية بمجموعتين: دي بروكه (الجسر) والفارس الأزرق. وبشكل موازِ طوّرت أنشطتها في فيينا من خلال المجموعة الإنفصالية، والتي اندمج معها آخرون، مثل: غوستاف كليمت وأوسكار كوكوشكا وايغون شيليه.
في عام 1920 ، تأثرت التعبيرية بالفنون الأخرى، مثل: كابينة الدكتور كاليجاري (وهو أول فيلم صامت لروبرت واين، 1919) وشبح الليل-مصاص الدماء (وهو فيلم لفردرتش ويلهيلم مورناو، 1921) حيث أُطلعت على السينما التعبيرية الألمانية، كما أن الشاعران جورج تراكل وراينر ماريا ريلكه قادا الحركة إلى نطاق الشعر الغنائي. وغالباً تمَّ تضمين الأعمال الأدبيّة الغامضة لِفرانز كافكا لهذه الحركة أيضاً.
من المبادئ التي تركت أثر في هذه الحركة الفنيّة: إعادة بناء الواقع، العلاقة بين التعبير الأدبي والفنون التشكيليّة والموسيقى والتعبير عن الحزن في العالم والحياة من خلال الروايات والدراما والتي تتحدث فيها عن القيود الاجتماعية المفروضة على حرية الإنسان، والتي تسعى إلى التعبير عن انجذاب ورهابة (الفوبيا) الكائن الحي، ولذلك فإنه لا يتطلب تقنيّة جيدة ولا حتّى نتيجة من الناحية الجمالية.
تصدّت بشكل أساسيّ كواجهة جماليّة للأفكار الواقعية وأفكار الانطباعيين القديمة التي ظهرت في العشرين سنة الأخيرة من القرن التّاسع عشر في أوروبا، بالإضافة إلى تصميمها على أن الواقع بالمقام الأول ليس ما نراه من الخارج وإنما الذي ينشأ في أعماقنا عندما نرى ونتصوّر ونستشعر أو ننتج شيء جديد.

### المدرسة الوحشية
المدرسة الوحشية هي حركة من أصل فرنسيّ تطوّرت تقريباً بين عام1904 و 1908. إنّ أهميّة معرض صالون الخريف عام 1905 تكمن في أنه المعرض الأول للمجموعة التي كان هدفها اللغوي هو توليف الشّكل مع اللون. فهي لا تبحث عن تمثيل المواضيع المغمورة في ضوء أشعة الشّمس وإنما تلك الصّور الأكثر حريّة كما في الواقع والتي تُنتج مِن تراكيب الألوان المُعادلة لألوان الخط، اعتبر الوحشيون أنّه بإمكانهم التّعبير عن المشاعر من خلال اللون. وكان هنري ماتيس أحد الممثلين الرئيسيين للطلائعية.

### التكعيبية
ولدت التكعيبية في فرنسا عام 1906. ومن أبرز خصائصها: ربط عناصر لايمكن تحديدها، ازدواجية المؤلّف، التّنسيق الخطيّ للكلمات، استبدال العاطفة بالفكاهة والفرحة، ووصف الواقع من خلال أشكال هندسيّة. كان بابلو بيكاسو وجورج براك مُلهمين هذه الحركة. بينما كان أبرز أساتذة هذه الحركة خوان غريس، ماريا بلانشارد، فرناند ليغير، جيان متزنجر، ألبرت غليزس. ولكن بول سيزان سبقهم ومهد الطريق أمامهم.
يعدّ الكولاج (بمعنى لصق وهو فن بصري) ضمن الأساليب الفنيّة المستخدمة في التكعيبية إلى جانب تحلل الصور لتصبح أشكال هندسيّة وذلك بهدف تمثيل الموضوع بأكمله في العمل الفنيّ شاملاً جميع مراحله.
لقد مرت هذه الحركة بمرحلتين: التكعيبية التحليليّة التي كان جلّ اهتمامها التّفسخ الكامل للموضوع، والتكعيبية التركيبيّة وفيها برز الرّسم المنظوريّ لتمثيل جميع مراحل الموضوع في العمل الفنيّ نفسه. أما في الشّعر فكان الكاليغراما الأسلوب الأكثر شيوعاً (أسلوب يتم من خلاله استخدام كلمات القصيدة من أجل رسم شكل هندسيّ يمثّل موضوع القصيدة) ويعد غيوم أبولينير أبرز ممثليه.

### المستقبلية
المستقبلية هي حركة أدبيّة أوليّة سبقت التّيارات الطليعية الفنيّة، ظهرت في ميلانو (إيطاليا) على يد الشّاعر الإيطاليّ فيليبو توماسو مارينيتي. حيث جمع ونشر أُسُس ومبادئ المستقبلية في صحيفة لو فيغارو الفرنسيّة في 20 فبراير عام 1909. وفي العام التّالي وقَّع الفنانون الإيطاليّون جياكومو بالا، أومبرتو بوكيوني، كارلو كارا، لويجي روسولو، ماريو جوردانو على بيان المستقبلية.
بالرغم مِن قصر فترة وجوده، تقريباً حتى عام 1944، الموافقة لوفاة مارينيتي، ظهر تأثيرها في باريس في أعمال كل من مارسيل دوشامب، فرناند ليغير، روبرت ديلوناي، كما ظهر تأثيرها في المدرسة البنائية الروسيّة. جلبت النصوص المستقبلية معها أسطورة جديدة وهي: الميكانيكيّة.
تعتبر جملة مارينيتي المشهورة كتوليفة: سيارة سباق أجمل من تحفة النصر المجنح.
المقالة 4: بيان المستقبلية.
قطعت هذه الحركة العلاقات مع التّقليد والماضي والسّمات المتعارف عليها لتاريخ الفن. واعتبرت كل من القيمة، الجّرأة والثّورة عناصر أساسيّة في الشّعر، كما وأشهرت عن الحركة العدائيّة، الأرق المحموم، الخطوة الرياضيّة، والطَفرة الخطيرة والصفعة.
وحسب بيانها، فإن من مسلَّماتها تعظيم كل ما هو حسيّ، وطنيّ وحربيّ، عِشق الميكانيكية، صورة الواقع في الحركة، وغاية كل ما هو أدبي والتّنسيق الخاص لكل ما هو مكتوب، بهدف منحه تعبيراً تشكيليّاً. كما قد رفضت الجمال التقليديّ وحاولت تمجيد الحياة المعاصرة، بناءً على موضوعين سائدين وهما: الميكانيكية والحركة.

### الدادائية
أو الدادا هي حركة ثقافيّة ظهرت وانطلقت في زيورخ (سويسرا) بين عام 1916 وعام 1922. ولوحِظ أن هوغو بال وتريستان تزارا هم مِن مؤسسين ودعاة بارزين في هذه الحركة. ونمت هذه الحركة وسرعان ما انتشرت لتصل إلى برلين وباريس، وواحدة من أهم أسباب ظهور الدادائية هي ما ألحقته الحرب العالمية الأولى مِن مظاهر العنف الشّديد وقلة الوعي آنذاك. حيث تمرّدوا على الوضع القائم والاتفاقيات الأدبيّة والفنيّة ورفضوا اتفاقيات المجتمع البرجوازي القائمة على الأنانية واللامبالاة، وجعلوا الدادائيون فنّهم تسوية مؤقتة.
القصيدة الدّادائيّة تعرف بأنّها سلسلة متتابعة من الكلمات والأصوات مما يؤدي ذلك إلى صعوبة إيجاد منطق فيها. كما تميّزت بميولها لعمل كل شيء غامض ومنافٍ للعقل. من جهتها فإن أعمال الدادائيون تتمركز حول السّعي لتجديد التّعبير مقابل استخدام مواد غير اعتياديّة، واستعمال خطط تفكير لم تكن قابلة للمزج من قبل، يطغو عليها بصفة عامّة التمرُّد والدّمار. وفي وقت لاحق، فإن فرانسيس بيكابيا والفرنسيّ مارسيل دوشامب أدّوا إلى ولادة الدادائية في أمريكا الشّمالية في نيويورك.

### الماورائية
ظهرت الماورائية في إسبانيا بين عام 1918 وعام 1922 ومنحت التّرقية على يد رافائيل كاسينوس أسينس كردة فعل لوجود تيار الحداثة.
كانت واحدة مِن الحركات التي برزت بشكل كبير في المناطق النّاطقة بالإسبانيّة، كما ساهمت باستخدام الشعر الحر، استبعاد الطُرفة، تطوير الاستعارة، والتي أصبحت فيما بعد المركز الرئيسي للتعبير.
غدَت متأثرة ببعض الشّعراء مثل: بيثنتي ويدوبرو (يعرف بأنه أب للخلقية)، وغيوم أبولينير، خورخي لويس بورخيس.

### السريالية
أو ما تعرف بالفواقعية (فوق الواقع) هي انشقاق عن الحركة الدادائية، وممثلها الرئيسي هو سلبادور دالي. نُظمت الحركة السريالية في فرنسا في مطلع عام 1920 من خلال أندريه برتون، ملهماً بسيغموند فرويد، واهتم باكتشاف آليات العقل الباطن والتّجاوز عن الواقع بواسطة الخيال واللاوعي، بالنسبة له وللمرات التي عرفها تتحدث في «قدح التواصل»، وهو عنوان رمزي يعود للاستعارة من جزء لجماله الإبداعي، وكذلك في التلقائية أوالكتابة الذاتية، التي جربت في الحلم والروحانية، ساعياً لإيجاد الفن النقي، الذي لا يشوبه الوجدان.

## فن البوب
فن البوب هو ليس مصطلح جماليّ، إنما هو مصطلح شامل لظواهر فنيّة يجب رؤيتها بشكل واقعيّ جداً للحالة الرّوحيّة الخاصة بالعصر، ينشأ مقترناً بعناصر ظاهريّة مختلفة للمجتمع. كما أنه حركة فنيّة ظهرت في آواخر الخمسينات في إنجلترا وتميّز بتوظيف الصّور والمواضيع المأخودة من عالم الاتّصال الجماهيري والتطبيقات الفنيّة للرسم. استخدم المصطلح لأول مرّة قبل رؤية النّاقد البريطاني لورانس اكايو في عام 1962 للتعريف بالفن الذي كان يقوم به بعض الشّبان، حيث كانوا يستخدمون الصّور الشّعبيّة في الفن. بإمكاننا الجزم بأن البوب هو نتاج لأسلوب الحياة آنذاك، وبأنه مظهر للفن التّشكيليّ لثقافة البوب، المتميّزة بالتكنولوجيا والديمقراطية والزّي والاستهلاك، التي تبتعد فيها المواضيع عن كونها وحيدة لإنتاجها في سلسلة. في هذا النّوع من الثّقافة يبتعد الفن أيضاً عن الوحدة ويتحوّل إلى موضوع أكثر استهلاكاً. نجد أصول البوب في الدادائية وفي ازدرائها للموضوع، ولكن البوب يفجّر في العمل كل ما هو فلسفيّ قبل الفن الدادائيّ ويجد الطريق لتركيب الصّور المأخوذة من الحياة اليوميّة كما كان يفعل دوتشامب في أعماله الجاهزة. أما بالنسبة للتقنيات فإنه تمّ اكتساب استخدام الملصقات وجمع الصّورمن الدادائية. كما تقوم المواضيع والأشكال والوسائل في فن البوب بإظهار الملامح الضروريّة والتي ترتبط بالبيئة الثقافيّة للستينيات والحالة الرّوحيّة للناس.